# Peaches de Rockford

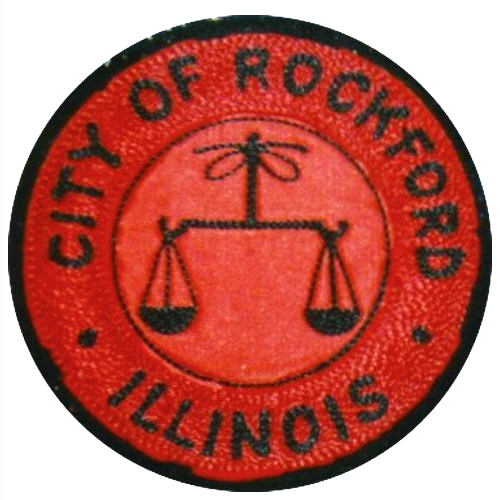
Le logo des Peaches de Rockford, basé sur le sceau de la ville de Rockford, Illinois.

Les Peaches de Rockford (en anglais : Rockford Peaches) sont un club de baseball féminin basé à Rockford (Illinois) aux États-Unis, qui opère en All-American Girls Professional Baseball League de 1943 et 1954. Les Peaches remportent quatre fois le titre de l'AAGPBL en 1945, 1948, 1949 et 1950.
Dans le film Une équipe hors du commun, les Peaches de Rockford disputent la finale de l'édition 1943. En réalité, les Peaches terminent quatrièmes sur quatre avec 43 victoires pour 65 défaites tandis que les Belles de Racine et les Comets de Kenosha s'affrontent pour le titre cette année-là.
En 2022, la nouvelle série de Prime Video de 8 épisodes,  A League of their own, créée par Abbi Jacobson et Will Graham, s'inspire à nouveau des Peaches de Rockford.
La vedette des Peaches était la joueuse de première base Dorothy Kamenshek.
Parmi les autres joueuses, on citera Eileen Burmeister, Millie Deegan, Olive Little, Alice Deschaine, Dottie Green, Hattie Petterson et Beverly Steuert.
Eddie Stumpf (1943), Nap Kloza (1944), Bill Allington (1945-1946 ; 1948-1952), Eddie Ainsmith (1947) et Johnny Rawlings (1953-1954) se relaient au poste de manager.